# Мартин Еванс
Сер Мартин Џон Еванс (енгл. Sir Martin John Evans; Страуд, 1. јануар 1941) је британски научник, коме се приписује проналазак методе одгајања културе ембрионских матичних ћелија 1981. Овај научник је познат и по доприносу техници циљања гена и њеној примени на лабораторијске мишеве. За допринос техници циљања гена Мартину Евансу је додељена Нобелова награда за физиологију или медицину 2007. Ову награду дели са колегама Оливером Смитизом и Марио Капекијем.
Данас ради као професор генетике сисара и директор Школе за бионауке на Универзитету у Кардифу.

## Научноистраживачки рад
Године 1981., Џон Еванс и Мат Кауфман су објавили резултате експеримената у којима су изоловали ембрионалне матичне ћелије из мишијих бластоцита и одгајили их у ћелијској култури. Независно од њих, до овог резултата је дошао и Гејл Р. Мартин. Ове ћелијске културе су омогућиле примену метода циљања гена чиме су створене генетички модификоване животиње.
Еванс је са сарадницима показао да је могуће унети гене у културу ембрионалних матичних ћелија и тиме створити ембрионе „химере“. Неке од ових ћелија могу да одрасту у нову генерацију генетички модификованог организма.